# Aganipus calopoides
Aganipus calopoides är en skalbaggsart som beskrevs av Leon Fairmaire 1893. Aganipus calopoides ingår i släktet Aganipus och familjen långhorningar. Inga underarter finns listade i Catalogue of Life.